# 銀牌天使
银牌天使一詞在遼、西夏、和金代文獻中頻繁出現，但在这几个朝代中其含義性質並不完全相同。在遼朝，“天使”是對皇帝使者的尊稱，表示一種身份而並非官職；西夏和金代的“天使”承襲了遼朝的“天使”含義並在繼承的基礎上進行了創新：西夏和金代的“天使”不專指皇帝的使者，也可以是將帥的使者；此外西夏的“銀牌天使”可能成爲一種官職，相當于宋朝的內殿承班。

## 「朕」字銀牌
據王易所著的《重編燕北錄 （页面存档备份，存于）》記載，遼朝的「銀牌天使」有三種：第一種是用金鍍銀製成的，上書契丹語「朕」字。這種「銀牌」全國只有三道，最為貴重，保管尤為嚴格，只有是皇帝寵信的內侍官（宦官）收藏，用一種黑漆匣盛裝收藏，每日要在皇帝面前呈封一遍，以免遺失或被人盜取假傳號令。此三道牌，只有出現緊急事情的時候，皇帝才会派人快馬加鞭，把此牌帶在項上，飛馳到南北大王處「抽發兵馬」。南北大王見到此牌，便即刻發兵，其餘事情不能動用此牌。

## 「敕走馬」字銀牌
第二種「銀牌」，也是用金鍍銀製成，上面則書契丹語「敕走馬」字樣。這種牌全國共有七十二道，由南內司收拿。此七十二道牌只是作為到「五京諸處取索物色及進南朝野味鹿茸果子」之用，使者接受任務，便將此種牌帶在腰間，飛馬而行。
第三種牌是用木刻成，上面書寫契丹語「魚」字，左邊根據本國所歷幾世用刻度作幾刻，右邊則用金鍍銀葉鑲成一契丹語「永」字，牌長一尺二寸左右。此種牌約有十二道，是作為前往女真、韃靼(蒙古)國取要物色，抽發兵馬之用，使者將此種牌帶在腰間飛馬而行。女真和韃靼兩國驗認此牌為信。那些殘酷虐待和剝削女真人民的「銀牌天使」，當屬此種。

## 木牌
據范成大《攬譽錄》記載，金朝的銀牌有金、銀、木之別。金朝的銀牌制度是繼承遼朝的銀牌制度而發展來的。由此可知，上述第一、二種應是金鍍的「銀牌」，第三種則是「木牌」，統稱之為「銀牌」，可見銀牌並不完全是用銀製成的，那些受皇帝之命去執行任務的使者被稱為「天使」，由於他們都帶有「銀牌」這種證件，所以就被稱為「銀牌天使」。
遼朝的銀牌制度，是在唐朝銀牌的基礎上發展起來的。正所谓「唐制乘驛者給銀牌」，銀牌是乘驛者的證件，乘驛者主要是進行通信聯絡，傳達上級號令，權力只限於此。遼朝的「銀牌天使」則不同了，他们的權力很大，相當於明清時期的「欽差大臣」，是由皇帝親自派遺，代表皇帝到地方上去的。他不但要完成「日行五百里」的通訊任務，而且還要到各地「取索物色」和「抽發兵馬」。
「牌所至，如此虜（指遼朝皇帝）親到，須索更易無敢違者」。由於遼朝的「銀牌天使」是代表皇帝到地方上去的，所以他們既有權了解和索要地方上的「物色」，又有權了解和掌握地方上的「兵馬」，在一段時間內可以干涉和控制地方的經濟和軍事。金朝也有銀牌制度，大體上繼承了遼制，但權力則遠不如遼朝，只作為緊急通信聯絡和迎送南宋使者之用。
遼朝通過「銀牌天使」制度，使中央及時地掌權了地方情況，控制了地方的財政和軍政，有利於加強中央集權統治。但是，也由於「銀牌天使」的權力過大，他們往往挾皇權以肆虐，到地方上任意發號施令且百般需索，給地方上的人民增加了許多痛苦。「銀牌天使」對女真人民的殘酷剝削和壓迫就是其中的一个例子。